# 曼萨纳雷斯德里奥哈
曼萨纳雷斯德里奥哈，是西班牙拉里奥哈自治区的一个市镇。总面积18平方公里，总人口116人（2001年），人口密度6人/平方公里。